# Корецький Микола Христофорович
Корецький Микола Христофорович (*28 травня 1961) — доктор наук з державного управління, професор, заслужений діяч науки і техніки України.

## Життєпис
Народився 28 травня 1961 року в с. Суботці Знам'янського району Кіровоградської області.
У 1983 році з відзнакою закінчив Запорізький машинобудівний інститут ім. В. Я. Чубаря та отримав кваліфікацію інженер-конструктор.
У 1990 році — Всесоюзний заочний інститут харчової промисловості (м. Москва) з відзнакою та отримав кваліфікацію інженер-економіст.
У 1996 році — Київський державний економічний університет, кваліфікація економіст.
У 2004 році — Гуманітарний університет «Запорізький інститут державного та муніципального управління» за спеціальністю «Управління навчальним закладом та його структурними підрозділами».
У 2010 році закінчив Донецький юридичний інститут Луганського державного університету внутрішніх справ ім. Е. О. Дідоренка та отримав кваліфікацію бакалавра юриста.
З листопада 1983 року працював на Запорізькому електромашино-будівельному заводі «Іскра» на посаді інженера-конструктора.
З жовтня 1985 року до грудня 1999 року працював в організаціях споживчої кооперації Запорізької області на посадах головного інженера райспоживспілки, директора хлібокомбінату, голови правління райспоживспілки, заступника голови правління Запорізької облспоживспілки.
З січня 2000 року до вересня 2006 року працював у Гуманітарному університеті «Запорізький інститут державного та муніципального управління» на посадах завідувача кафедри, декана економічного факультету, проректора з перспективного розвитку, проректора з наукової роботи, першого проректора.
З жовтня 2006 року до липня 2011 року працював у Національній академії наук України, спочатку — в Раді по вивченню продуктивних сил України на посадах головного наукового співробітника, завідувача відділу, після реорганізації Ради — в Державній установі «Інститут економіки природокористування та сталого розвитку НАН України» на посадах вченого секретаря, завідувача науково-організаційного відділу.
З липня 2011 року до червня 2012 року — в Академії муніципального управління (м. Київ) на посадах професора, проректора з науково-педагогічної роботи.
У 1996 році захистив кандидатську дисертацію та отримав науковий ступінь кандидата економічних наук, у 2003 році — захистив докторську дисертацію та отримав науковий ступінь доктора наук з державного управління. Професор, Заслужений діяч науки і техніки України.
З червня 2012 року працював в.о. проректора, проректором з наукової роботи та міжнародних зв'язків Національного університету водного господарства та природокористування.
З грудня 2012 року працює на посаді в.о. ректора Національного університету водного господарства та природокористування.
З червня 2016 року — на посаді проректора з навчально-педагогічноі діяльності та міжнародних зв'язків Таврійського національного університету імені В. I. Вернадського.

## Наукова діяльність
Має в своєму доробку 275 наукових та навчально-методичних праць, у тому числі 44 монографії та навчальні посібники з грифом Міністерства освіти і науки, молоді та спорту України.
Дійсний член (академік) Академії економічних наук України, академік — засновник Української академії наук з державного управління, академік Академії вищої освіти України.
Ним створена одна із провідних наукових шкіл у галузі науки «Державне управління».
У 2009 році — офіційний опонент дисертації Віктора Януковича-молодшого на тему «Формування та реалізація державної соціальної політики».

## Нагороди
- Нагороджений Почесною Грамотою Кабінету Міністрів України,
- Подякою Прем'єр-Міністра України,
- Грамотою Верховної Ради України,
- Відзнаками Міністерства освіти і науки України — «Відмінник освіти України», «За наукові досягнення»,
- Міністерства аграрної політики України — «Знак пошани»,
- Почесною грамотою Президії НАН України, Черкаської, Харківської обласних державних адміністрацій,
- Почесною грамотою Кабінету Міністрів України АР Крим,
- Подякою Ради національної безпеки і оборони України,
- Почесними грамотами Міністерства житлово-комунального господарства, Міністерства промислової політики, Міністерства регіонального розвитку та будівництва,
- Відзнакою Академії економічних наук «Золота медаль імені М. І. Туган-Барановського».

Відзнакою Президії НАН УКраїни " За професійні досягнення",
Відзнакою Академії вищої освіти України- медаллю Ярослава Мудрого, 
Орденами УПЦ КП - Христа Спасителя. Андрія Первозванного, Святого Володимира 1,2, 3 ступенів, Кирила та Мефодія, Миколи Чудотворця. 
Почесною Відзнакою Благодійного Фонду Митрополита Володимира.